# Sadków Duchowny
Sadków Duchowny – wieś sołecka w Polsce, położona w województwie mazowieckim, w powiecie grójeckim, w gminie Belsk Duży.
| SIMC    | Nazwa  | Rodzaj    |
| ------- | ------ | --------- |
| 0614311 | Sadków | część wsi |

W latach 1975–1998 miejscowość administracyjnie należała do województwa radomskiego.